# Districte de Marrupa
El districte de Marrupa és un districte de Moçambic, situat a la província de Niassa. Té una superfície de 17.730 kilòmetres quadrats. En 2007 comptava amb una població de 53.649 habitants. Limita al nord amb el districte de Mecula, a l'oest amb els districtes de Majune i Mavago, al sud amb els districtes de Nipepe i Maúa i a l'est amb els districtes de Mueda i Namuno de la província de Cabo Delgado.

## Divisió administrativa
El districte està dividit en tres postos administrativos (Marrangira, Marrupa i Nungo), compostos per les següents localitats:
- Posto Administrativo de Marrangira:
  - Marrangira e
  - Nantete
- Posto Administrativo de Marrupa:
  - Marrupa (Vila)
  - Messalo
  - Messenguesse e
  - Pringilane
- Posto Administrativo de Nungo:
  - Nungo